# Літус Віктор Іванович
Літус Віктор Іванович  — доцент, доктор медичних наук, завідувач кафедри клінічної, лабораторної імунології та алергології Національної медичної академії післядипломної освіти ім. П. Л. Шупика, член Українського товариства фахівців з імунології, алергології та імунореабілітації (УТІАІ). Дійсний член Української академії дерматовенерології.

## Біографічні відомості
Народився в Київській області. 1963 — 1973 р.р. середні школи. 1973—1979 р.р. Київський медичний інститут ім. акад. О. О. Богомольця. 1979—1985 р.р. старший лаборант, очний аспірант, молодший науковий співробітник Київського науково-дослідного інституту отоларингології ім. О.С Коломійченка. 1985 по теперішній час асистент, доцент, професор, завідувач кафедри клінічної, лабораторної імунології та алергології НМАПО імені П. Л. Шупика.
Родина — одружений, син.

### Освіта
1973. Київський медичний інститут ім.акад. О. О. Богомольця, лікувальний факультет, лікувальна справа. Брав участь у роботі 4 наукових студентських гуртків. Мав дипломи ні нагороди за участь в олімпіадах і конференціях.

### Захист дисертаційних робіт
1984. кандидат медичних наук «Экспериментальное исследование иммуномодуляторов типа фенилимидазотиазола». Науковий керівник професор, доктор медичних наук Едуард Гюллінг.
2013. доктор медичних наук «Морфологічні та імунологічні зміни органів імунітету щурів за умов мікромеркуріалізму та його корекції» Науковий консульт член-кореспондент НАМН України, професор, доктор медичних наук Юрій Чайковський.

### Лікувальна і наукова діяльність
Лікар вищої категорії зі спеціальностей: клінічна імунологія, лабораторна імунологія, алергологія. Сфера наукових інтересів: імуногенетика, клінічна імунологія, молекулярна (компонентна) алергологія, імунотоксикологія.

## Патенти
1. Патент на винахід № 112597, Україна, Спосіб оцінки імунотоксичної дії ртуті (в експерименті), за реєстр. 26.09.2016
2. Патент Україна № 207888, 1997, 8с. Спосіб лікування пошкоджених периферичних нервів.
3. Патент Україна № 21174, 1997, 8с. Спосіб лікування периферичних невропатій.
4. Патент США № п.4550170, 29.10.1985. 17с. 6-феніл-2,3,5,6-тетрагідроімідазо-2,1-втіазолію дериват.
5. Патент ФРН № п. 3408174, 12.09.1985, 17с. 6-феніл-2,3,5,6-тетрагідроімідазо-2,1-втіазолію дериват.
6. Авторское свидетельство "№ 1100882, 1984, ДСП. Бромид 2,3,5,6-тетрагидро-6-фенил-7-карбамоилметилимидазо 2,1-в тиазолия, проявляющий иммуномодулирующую.
7. Авторское свидетельство "№ 1025114, 1983, ДСП. Бромид 2,3,5,6-тетрагидро-6-фенил-7-метоксикарбонилметилимидазо 2,1-в тиазолия, проявляющий иммунорегулирующую активность.
8. Авторское свидетельство "№ 1174434, 1983, ДСП Бромид 2,3,5,6-тетрагидро-6-фенил-7-децилоксикарбонилметилимидазо 2,1-в тиазолия, подавляющий развитие аллергических реакций.
9. Авторское свидетельство № 910636, 1982, ДСП Бромид 2,3,5,6-тетрагидро-6-фенил-7-фенацилимидазо 2,1-в тиазолия, проявляющий иммунорегулирующую активность.

## Хобі
Полювання, рибалка, колекціювання антикварних засобів відтворення звуків[джерело?].